# Mimi Poensgen
Maria „Mimi“ Poensgen, auch bekannt als Mimi Werhardt-Poensgen, Mimi Poensgen-Gutheim oder Mimi Poensgen-Warmbrunn, (* 31. Oktober 1878 in Blumenthal in der Gemeinde Hellenthal; † 30. Dezember 1958 in Oberstdorf) war eine deutsche Opernsängerin in der Stimmlage Lyrischer Sopran, später Dramatischer Sopran, sowie Gesangspädagogin.

## Leben und Wirken
Maria Poensgen stammte aus der Reidemeister-Familie Poensgen ab, die ihren Ursprung im Raum Schleiden in der Eifel hat und war die Tochter des Hüttenwerksbesitzers Adolf Poensgen (1851–1898). Sie absolvierte ihre klassische Gesangsausbildung in Berlin, wo sie auch erste kleinere Rollen erhielt. Anschließend bot man ihr meist saisonale Verträge an und sie wurde jeweils von 1907 bis 1908 an der Wiener Volksoper, von 1908 bis 1909 am Stadttheater von Troppau, von 1909 bis 1913 am Stadttheater Magdeburg und von 1913 bis 1914 am Neuen Stadttheater am Ring in Nürnberg verpflichtet. 
Im Jahr 1914 wurde Maria Poensgen als Nachfolgerin von Alice Guszalewicz an der Kölner Oper verpflichtet, wo sie bis 1922 blieb. Anschließend kehrte sie für eine Saison nach Nürnberg zurück, bevor sie für drei Jahre auf Gastspielreise ging. Schließlich folgte Poensgen 1926 einem Ruf an das Nationaltheater Weimar, wo sie bis 1932 zum festen Opern-Ensemble gehörte. Darüber hinaus nahm sie zahlreiche Einladungen zu Gastspielauftritten wahr und gastierte unter anderem am Hoftheater Hannover, an der Berliner Hofoper, der Oper Frankfurt, der Staatsoper Dresden und am Opernhaus Leipzig.
Für die Zeit des Nationalsozialismus sind keine Verpflichtungen von ihr überliefert und nach dem Zweiten Weltkrieg war Poensgen überwiegend zunächst in Berlin und später in Oberstdorf als Gesangspädagogin tätig. Dort verbrachte sie auch ihren Lebensabend und verstarb am 30. Dezember 1958.
Zu Beginn ihrer Karriere übernahm Maria Poensgen Rollen für lyrischen Sopran, bevor sie später zu dramatischen und schließlich zu hochdramatischen Partien wechselte. Ihre größten Erfolge feierte sie mit der Rolle der Elsa und der Ortrud im Lohengrin, der Elisabeth und der Venus im Tannhäuser, der Selika in Meyerbeers L’Africaine, der Leonore im Fidelio, der Brünnhilde im Ring des Nibelungen, der Kundry im Parsifal, der Isolde in Tristan und Isolde und der Santuzza in Cavalleria rusticana. Darüber hinaus übernahm sie die Titelfiguren unter anderem in Aida und Tosca sowie in Elektra und in Die Königin von Saba.
Maria Poensgen war in erster Ehe verheiratet mit dem Seidenfabrikanten Friedrich August Gutheim (* 1875) aus Elberfeld, mit dem sie je einen Sohn und eine Tochter bekam. In zweiter Ehe heiratete sie den Kammersänger Theodor Warmbrunn (1882–1941); diese Ehe blieb kinderlos.